# Eduardo Sánchez (beisbolista)
Eduardo Nazareth Sánchez Guzmán (Maracay, Venezuela, 16 de febrero de 1989) es un beisbolista profesional venezolano que juega en la posición de lanzador. En la Major League Baseball juega para los St. Louis Cardinals, equipo con el que debutó el 13 de abril de 2011 contra Arizona Diamondbacks relevando dos innings completos sin recibir carreras. En la Liga Venezolana de Béisbol Profesional juega para Tigres de Aragua, el equipo de su ciudad natal.
El 27 de abril de 2011 registró su primer juego salvado en la MLB, contra Houston Astros.